# Megaspira elata
Megaspira elata é uma espécie de gastrópode terrestre neotropical da família Megaspiridae, nativa da América do Sul. Foi classificada por John Gould em 1847, como Pupa elata, no texto "Descriptions of the following species of Partula, Pupa, and Balea, collected by the Exploring Expedition"; publicado no Proceedings of the Boston Society of Natural History, 2: 196-198. Boston.

## Descrição da concha e nomenclatura
Megaspira elata apresenta conchas em forma de torre alta e com muitas voltas (quase 20) em sua espiral, daí provindo a denominação Megaspira, com até 4 centímetros quando desenvolvidas. São caracterizadas por sua superfície dotada de finas e densas estrias de crescimento, falta de umbílico e lábio externo circular e fino. A coloração é acastanhada, com manchas mais ou menos claras.

## Distribuição geográfica
Megaspira elata é endêmica da América do Sul, no Brasil.